# Reto Andrea Savoldelli

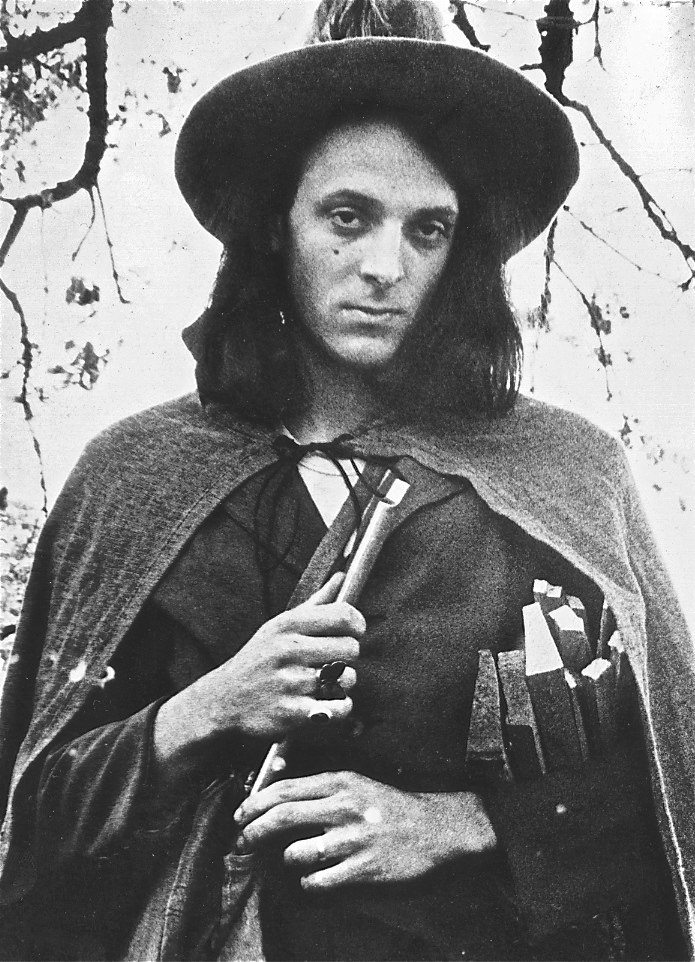
Savoldelli als «Stella da Falla» im gleichnamigen Film (1971)

Reto Andrea Savoldelli (* 20. Dezember 1949) ist ein italo-schweizerischer Filmregisseur, Pädagoge und Schriftsteller.

## Familienleben
In Solothurn als Kind italienischer Immigranten geboren, kam er bereits wenige Wochen nach der Geburt in die Obhut der Erzieherinnen des Seraphischen Liebeswerkes Solothurn, eines dem Kapuzinerorden angeschlossenen Sozialwerks. 1972 heiratete er die Norwegerin Ellen Ribsskog (1951–2020). Der 1986 aufgelösten Ehe entstammt die Schauspielerin und Life Coach-Trainerin Rahel Savoldelli (geb. 1978). 1989 ging Savoldelli mit Magdalena Lorenz eine zweite Ehe ein, der zwei Töchter entstammen.

## Ausbildung und Berufliche Karriere
Er trat neunjährig den katholischen Sängerknaben, den Pueri Cantores, bei. 1960 nahm Savoldelli an einem internationalen Kongress der Sängerknaben in Rom teil, der in einem viertausendköpfigen Knabenchor anlässlich der Weihnachtsmesse im St. Petersdom gipfelte, die vom damaligen Papst Johannes XXIII. zelebriert wurde. Savoldelli trat später aus der katholischen Kirche aus.
Bereits als Gymnasiast wurde Savoldelli mit seinen zunächst in 8 mm, später in 16 mm gedrehten Kurzfilmen bekannt, für die jeweils sein Klassenkollege Jürg Naegeli die Kamera führte. Früher Förderer seines filmischen Schaffens war Stephan Portmann, Mitbegründer und erster langjähriger Leiter der Solothurner Filmtage, der seit 1966 jährlichen Leistungsschau des schweizerischen Filmschaffens. Neben Naegeli, dem späteren Bassisten und Toningenieur in der Hardrockgruppe Krokus, gehörten auch Chris von Rohr und Tommy Kiefer, die Begründer der erfolgreichen Solothurner Rocker, zu seinen Schulfreunden. In den Jahren 1966 und 1967 (in diesem Jahr ex aequo mit Clemens Klopfenstein) gewann er mit seinen Filmen Rache auf italienisch und JJIPA (Junge im pubertären Alter) jeweils den ersten Preis des jeweils im waadtländischen Leysin durchgeführten Schweizerischen Jugendfilmwettbewerbs.
Sein Film Lydia wurde an den Solothurner Filmtagen 1969 aufgeführt und positiv aufgenommen. Wim Wenders, Enno Patalas wie Ulrich Gregor verliehen in der Zeitschrift Filmkritik die Höchstnote. Lydia wurde zu den Filmtagen in Hof und ans Filmfestival Mannheim eingeladen und lief im Hamburger Abaton und anderen Studiokinos in Deutschland.

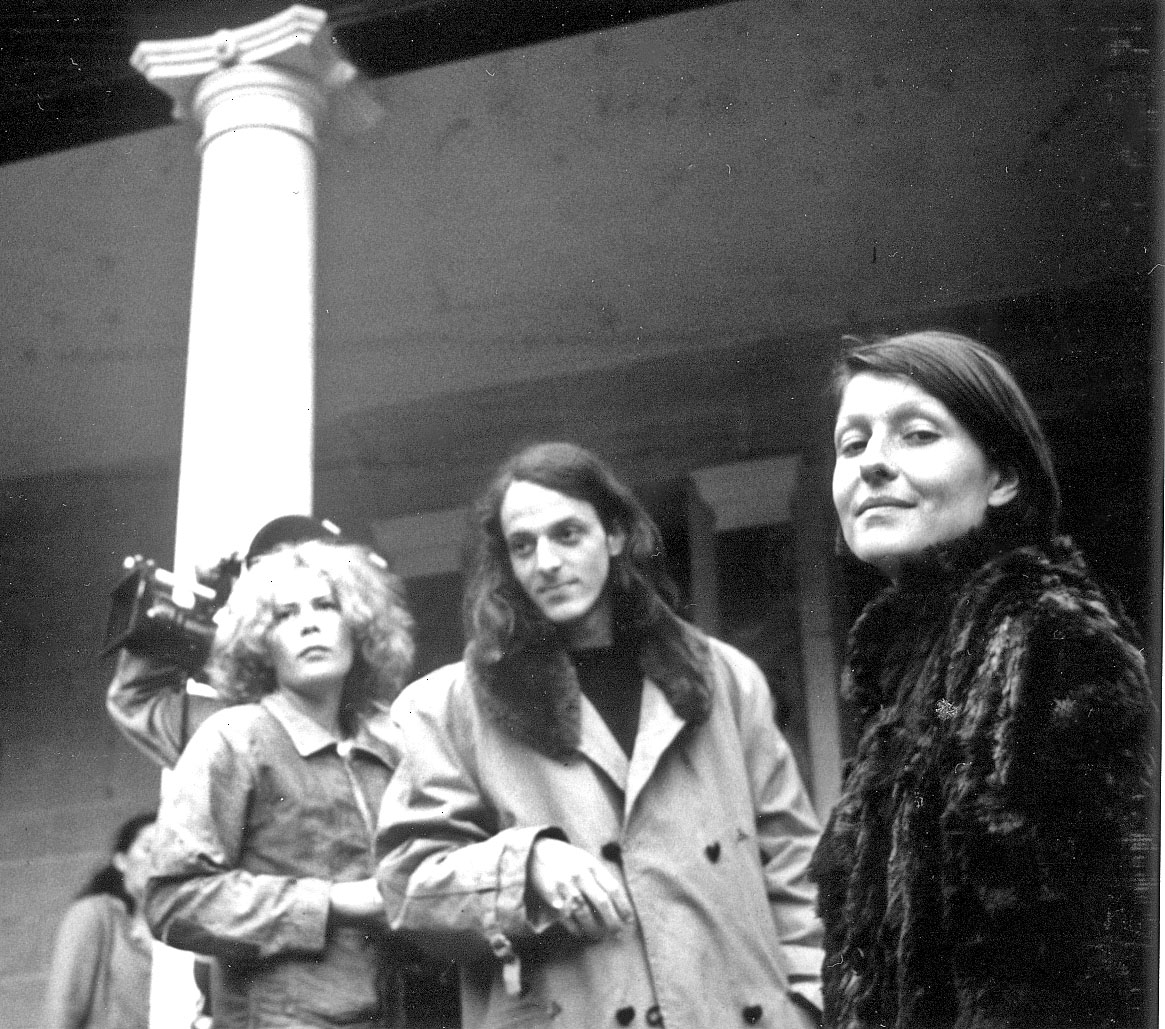
Savoldelli mit Schauspielerinnen und Kameramann Sandoz (verdeckt) beim Drehen von Stella da Falla (1971)

Nach einer mehrmonatigen Arbeit im damaligen Archivkeller des Zürcher Hauptsitzes der UBS-Bank erhielt er Ende 1970 das Angebot des Deutschschweizer Fernsehens, sein Filmdrehbuch Hieronymus zu produzieren. Die Filmförderung des Bundes übernahm die Restfinanzierung. Der während der Dreharbeit in Stella da Falla unbenannte Film wurde im Juli 1972 vom Fernsehen SFR ausgestrahlt. Er ist der erste von einem europäischen Fernsehsender produzierte Spielfilm, dessen Hauptperson in ihrem Leben in zwei unterschiedlichen Zeitaltern gezeigt wurde. Die mediale Aufmerksamkeit der schweizerischen Presse auf die Entstehung des Films war gross. Von einzelnen Ausnahmen abgesehen, bildeten nach der Premiere in Solothurn 1972 mehrheitlich Ablehnung und gelegentlich wutentbrannte Kritik den Tenor der Rezensionen. Stella da Falla war der offizielle schweizerische Beitrag des Wettbewerbs am Filmfestival Locarno 1972, wo Savoldelli die Bekanntschaft mit dem damaligen Jurypräsidenten Andrej Tarkovski machte. Dessen Film Andrej Roubliov erlebte auf der Piazza Grande in Locarno seine Uraufführung und beeindruckte Savoldelli sehr. Savoldelli nahm mit Tarkovski kurz vor dessen Tod noch einmal Kontakt auf, als Tarkovski erwog, einen Film zu Rudolf Steiner zu drehen.
Die Dreharbeiten für Stella da Falla wurden in Indien mit dem im November/Dezember 1971 von Savoldelli produzierten Dokumentarfilm über einen 14-jährigen Guru «The Lord of the Universe» abgeschlossen. Das Verschwinden des Filmmaterials aus dem Zürcher Kopierwerk und sein Wiedererscheinen als erster Werbefilm der Divine Light Mission, wie die Organisation von Prem Rawat aka Guru Maharaj-ji damals hiess, führte zu einem sich über mehrere Jahre hinziehenden Gerichtsverfahren.
Savoldelli begann ein vierjähriges Studium der Eurythmie unter Elena Zuccoli. 1973 trat er der Anthroposophischen Gesellschaft bei, deren Mitglied er bis 2010 war. Savoldelli machte 1976 die Bekanntschaft mit Herbert Witzenmann. Dieser übertrug ihm 1979 die Redaktion der Seminarzeitschrift des «Seminars für Freie Jugendarbeit», die Savoldelli bis 1991 führen sollte. Nach Abschluss des Eurythmiestudiums trat er dem Gründungskollegium der Rudolf-Steiner-Schule Solothurn bei. 1980 nahm Savoldelli zur italienischen die schweizerische Staatsbürgerschaft an und absolvierte dafür im Gegenzug den schweizerischen Militärdienst innerhalb der waffenlosen Sanitätsabteilung.

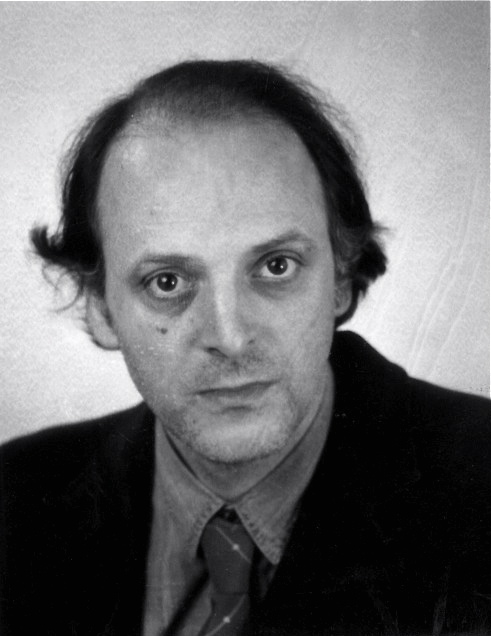
Savoldelli als Geschäftsführer des Gideon-Spicker-Verlages (1987)

Nach vier Jahren Tätigkeit als Eurythmist vom Kindergarten bis zur siebten Primarklasse, nahm er die Anfrage Herbert Witzenmanns an, die Geschäftsführung des in Dornach neu begründeten Gideon-Spicker-Verlages zu übernehmen und die Initiativen des «Seminar für Freie Jugendarbeit, Kunst und Sozialorganik» (wie die erweiterte Bezeichnung des Seminars lautete) zu koordinieren. Aus der Solothurner Zeit als Pädagoge stammt Savoldellis Individualbeitrag anlässlich der Vernehmlassung des kantonalen Leitbildes für Bildung und Erziehung, wofür sich der Leiter des kantonalen Erziehungsdepartementes Regierungsrat Walter Bürgi bei ihm bedankte.
Nachdem der Verlag zu Beginn von Savoldellis Tätigkeit lediglich zwei Titel Witzenmanns in seinem Programm hatte, waren die kommenden Jahre bis zu seinem Tod im September 1988 durch die Herausgabe von rund zwei Dutzend Neuerscheinungen bestimmt. Savoldelli übernahm überdies zahlreiche Reproduktionen des befreundeten Malers Beppe Assenza in das Verlagsangebot und begann 1984 mit der Herausgabe des jährlichen «Assenza-Kalenders». Nach Assenzas Tod 1985 führte Savoldelli die langwierigen Verhandlungen mit dem Vorstand am Goetheanum in Dornach, der die von Assenza geleitete, international gut besuchte Malschule schliessen wollte. Es gelang ihm mit entsprechender juristischer Unterstützung, das Goetheanum, in dessen Bereich die Malschule zuvor eingebettet war, zur Zustimmung zu ihrem Fortbestehen in freier Trägerschaft zu überzeugen.
Savoldelli unterrichtete etliche Jahre in der Assenza-Malschule und im «Seminar für Freie Jugendarbeit, Kunst und Sozialorganik» und war zudem am Aufbau des in seinem Rahmen durchgeführten «Sozialästhetischen Studienjahres» beteiligt. Daneben war er für die Organisation der Vortrags- und Tagungstätigkeit Witzenmanns in Basel, Arlesheim, Dortmund, Ottersberg, Colmar, Berlin, Kopenhagen, Oslo verantwortlich.
Dabei leitete er selbst Seminare oder steuerte Vorträge aus seinem allmählich sich abzeichnenden eigenen Forschungsgebiet bei, das er später Eurythmologie (die Erforschung der Wechselbeziehung zwischen Denkbewegung und eurythmischer Gebärde) bzw. Orthologie (die Erforschung der Schwelle zwischen seelischer Beobachtung und Geistesschau) nennen sollte. Nach dem Tod des Seminarleiters führte er mit wenigen Personen das von Witzenmann begründete Seminar fort und wurde Vorsitzender seiner Trägervereinigung. 1991 erschien der erste Band seiner «Dokumentation der Tätigkeit von Herbert Witzenmann im Vorstand am Goetheanum», denen 2017 zwei weitere Bände folgten.
1991 begann er im Rahmen der staatlichen Schule der Stadt Basel wiederum mit der Lehrtätigkeit, diesmal für Kinder mit Migrationshintergrund, die er 21 Jahre lang bis zum Sommer 2012 ausübte. In diesem Rahmen entstanden vier Schulvideos nach Ideen der Jugendlichen, in denen auch Eltern und Lehrer mitwirkten.

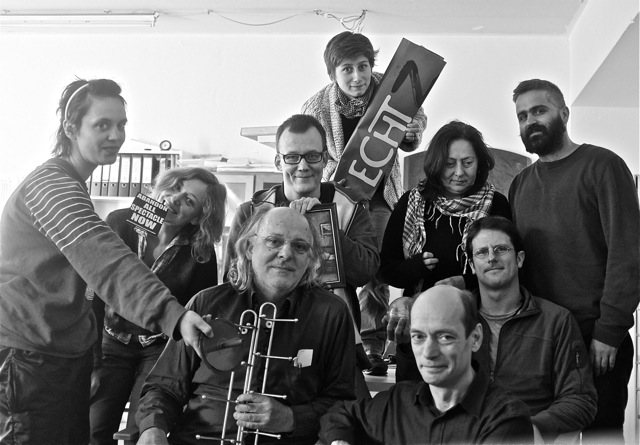
Reto Andrea Savoldelli im Orthologie-Workshop (Berlin 2011)

2003 stellte Savoldelli in Berlin zum ersten Mal das Filmprojekt Hieronymus – über Kino und Liebe in Zeiten der Reinkarnation einer Gruppe von interessierten Schauspielern und Filmarbeitern vor. Er griff damit den Stoff aus seinem 1973 abgelehnten Drehbuch auf.
2011 startete Savoldelli zusammen mit Rahel Savoldelli in Berlin die Reihe der Orthologie-Workshops im Theaterhaus Mitte.
Im Mai 2018 wurde er von Moscow School of New Cinema (von der Schweiz.Botschaft in Moskau unterstützt) eingeladen, seine Filme im Filmstudio KaroArt in ehemaligen Cinema Oktobr, New Arbat, vorzustellen und an der Hochschule drei Vorträge über das Kino der Zukunft zu halten (1. Zur mediumistischen Natur des Kinos / 2. Filmkunst als Durchdringung von Schein und Sein / 3. Die Erwärmung des Spiegels).
Im Juni 2023 wurde er durch Cosmosfilm, St.Petersburg erneut nach Russland eingeladen. Unterstützt wurden die Kinoaufführungen und Vorträge, die in Moskau (Cineclub Île Thélème), Sankt Petersburg (Dom Radio, Cinéclub Cinémorgue, Mayakovski-Bibliothek) stattfanden, durch das schweizerische Konsulat in Moskau.

## Schriftliche Werke

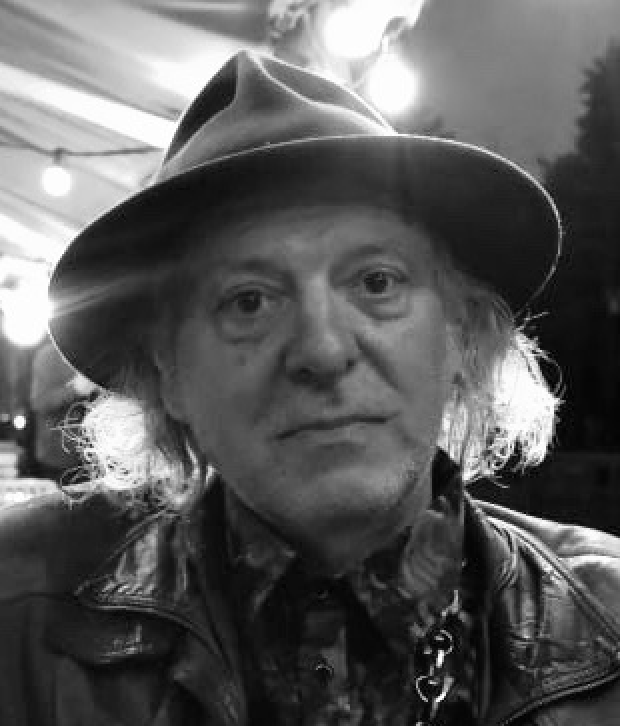
Autorenfoto des SeminarVerlag, Basel für "Novalis und die Anthroposophie" (2024)

Der Hieronymus-Roman erschien 2013 mit einer finanziellen Förderung der Druckkosten durch den Kanton Solothurn. Savoldelli führt audiovisuelle Lesungen (Lesungen verbunden mit Ausschnitten aus der Produktion des Filmprojekts) durch.
2018 erschien seine medienwissenschaftliche Schrift Rudolf Steiner über das Kino – zur Genealogie des Films. 2020 erschien die englische Version unter dem Titel The Future Art of Cinema – Rudolf Steiner’s Vision bei TempleLodge Publishing.
2024 fasste Savoldelli seine lebenslange Beschäftigung mit der geistigen Individualität von Friedrich von Hardenberg (Novalis) in der Schrift Novalis und die Anthroposophie - zur letzten Ansprache von Rudolf Steiner zusammen.

## Ausgewählte Filme
- 1969: Lydia (Skript, Schauspiel, Regie)
- 1971: Stella da Falla, Produktion: SRF-Fernsehen (Skript, Schauspiel, Co-Regie mit Jacques Sandoz und Produktion)
- 2006: West-Östliche Videolounge Nr. 1 bis 3 (Griechenland, Türkei)
- 2011: Wenn Herr Spielmann kommt (Schulfilm, Basel-Stadt)
- 2021: My Indian Lockdown, 97 min. (Produktion: Hieronymusfilm)[18]

## Ausgewählte Schriften
- Bedingungen eurythmischer Kultur – bewegtes Denken und beseelte Gebärde. Verlag Freies Geistesleben, Stuttgart 1989.
- Dokumentation der Tätigkeit von Herbert Witzenmann im Vorstand am Goetheanum. SeminarVerlag, Basel 1991 und 2017.
- Farbenwirbel und Säulengeheimnis. Eine kunstwissenschaftliche Studie zum letzten Vortrag Rudolf Steiners vor dem Ausbruch des Ersten Weltkrieges und seine Bedeutung für die Malerei. SeminarVerlag, Basel 2002.
- Hieronymus – über Kino und Liebe in Zeiten der Reinkarnation. SeminarVerlag, Basel 2013.
- Rudolf Steiner über das Kino – zur Genealogie des Films SeminarVerlag, Basel 2018
- Novalis und die Anthroposophie - zur letzten Ansprache von Rudolf Steiner, SeminarVerlag, Basel 2024

## Auszeichnungen und Förderungen
- 1969: Qualitätsprämie des Bundes für den Film Lydia
- 1970: Unterstützungsprämie des Kantons Solothurn für den Film Lydia
- 1972: Auszeichnung des Filmfestivals Montreal, Canada, für Stella da Falla
- 2013: Herstellungsförderung des Romans "Hieronymus – über Kino und Liebe in Zeiten der Reinkarnation" durch den Kanton Solothurn.
- 2018/2023: Unterstützung von Filmaufführungen in Moskau und Sankt Petersburg und Vortragsreihen (in Moscow School of New Cinema, Moskau und Mayakovski-Bibliothek, Sankt Petersburg) durch das Schweizerische Konsulat in Russland.